# Callos a la asturiana
Los callos a la asturiana son una preparación culinaria asturiana. El plato se referencia ya a comienzos del siglo XX como callos a "la moda d 'Oviedo". Se emplean en su elaboración callos (tripas de vacuno), morros de ternera, chorizo, jamón, laurel, ajo, cebolla y pimentón. El plato alcanza, junto con la fabada una identidad. 